# José Manuel Menéndez Erimia
José Manuel Menéndez Erimia, més conegut com a Manel (Avilés, 7 de gener de 1971) és un exfutbolista asturià, que ocupava la posició de migcampista.
Va començar a destacar a l'equip de la seua ciutat natal, l'Avilés, per passar a les files del Reial Oviedo el 1992. Després de dos anys al filial ovetenc, Manel debuta amb el primer equip. Eixa campanya, la 94/95 juga 24 partits, bona part com a suplent, però a la següent ja es fa amb un lloc fix a les alineacions de l'Oviedo durant quatre anys.
L'estiu de 1999 fitxa pel Deportivo de La Corunya. Eixa temporada els gallecs guanyen el títol de Lliga, però Manel tot just participa en sis partits. A partir d'ací comença un seguit de cessions al CD Numancia, CD Tenerife i Reial Oviedo. En tots tres casos el seu equip va perdre la categoria. La primera meitat de la temporada 02/03 també va ser cedit al Hannover 96 alemany.
La temporada 03/04 recala al Ciudad de Murcia, i a la campanya següent, a la SD Eibar, on ha continuat sent titular tant en Segona com en Segona B.
En total, l'asturià acumula 233 partits i 4 gols en primera divisió.